# Anisothecium horridum
Anisothecium horridum är en bladmossart som beskrevs av Potier de la Varde 1935. Anisothecium horridum ingår i släktet Anisothecium och familjen Dicranaceae. Inga underarter finns listade i Catalogue of Life.